# Гименомицеты
Гиме́номице́ты (лат. Hymenomycetidae) — полифилетическая группа таксонов грибов отдела базидиомицетов. Объединяет грибы, имеющие хорошо развитые плодовые тела с расположенным на них гименофором с гимениальным слоем. Значительную долю спорокарпа (по объему), кроме гимения, составляет бесплодная часть, состоящая из рыхлого или плотного переплетения гиф. Часто сверху плодовое тело покрыто кожицей, состоящей из гиф с окрашенной оболочкой, что придает ему характерную окраску.

## Систематика
Ранее гименомицеты рассматривались как подкласс Hymenomycetidae класса голобазидиомицетов (лат. Holobasidiomycetes), класс Hymenomycetes, или порядок Hymenomycetales.
В подкласс Hymenomycetidae входило около 12 тысяч видов гименомицетов, принадлежащих к двум ныне признанным порядкам: агариковые (Agaricales) (9—10 тыс. видов) и афиллофоровые (Aphyllophorales) (от 1 до 3—4 тыс. видов).
В 2001 году таксон переименован в агарикомицеты (Agaricomycetes Doweld 2001).